# Henricus de Piro
Henricus de Piro (Keulen, eind 14e eeuw - 19 februari 1473) of Henricus van Keulen of ook nog Hendrik Bruno de Piro, was rechtsgeleerde, hoogleraar, rector van de Universiteit Leuven en kartuizer.

## Levensloop
Henricus de Piro studeerde rechten aan de universiteiten van Keulen, Parijs en Bologna, promoveerde tot doctor in de rechten in Bologna en werd in 1428 docent burgerlijk recht aan de Universiteit Leuven. Samen met een paar collega's zorgde hij ervoor dat de faculteit rechten, nieuw zoals de universiteit zelf, weldra grote reputatie kreeg. In 1429 en in 1431 werd hij rector van de universiteit. Hij zorgde voor de nieuwe statuten die de universiteit beheersten.
In 1432 werd hij kanunnik van de Sint-Pauluskerk in Rijsel en officiaal van de kathedraal in Keulen. Hij nam deel aan het Concilie van Bazel.
In 1434 trad hij in bij de kartuizers in Keulen. Vervolgens werd hij prior bij de kartuizers achtereenvolgens in Doornik, Zelem (1442-1443), Luik (1445-1447), Wesel (1447-1457), Rettel (1457-1459) en Trier (1459-1463). Hij stierf als gewone monnik in zijn profeshuis in Keulen.

## Publicaties
- Piro super Institutiones, Keulen, 1481 - Leuven, 1486. Gedigitaliseerd werk uit KU Leuven Bijzondere Collectie
- Quaestionis tres, de emptione redituum, 1414.
- Bartholomaeo de Mosau Trajecto, 1434.
- Ad Novitium, liber unus.
- Consilia in diversis captus